# Utagawa Sadahide

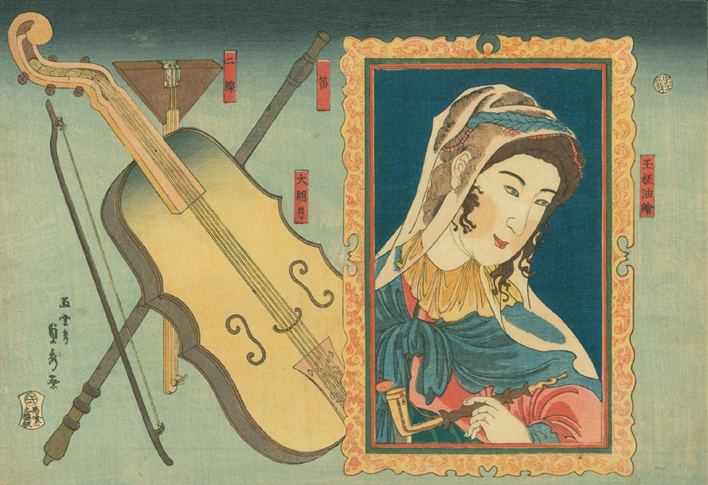
Yokohama-e von Sadahide, um 1860

Utagawa Sadahide  (japanisch 歌川 貞秀; * 1807; † 1878 oder 1879) war ein Meister des japanischen Farb-Holzschnitts im Stil des Ukiyo-e. Bekanntheit erlangte er auch durch den Entwurf einiger hundert Yokohama-e, die das Leben und die Sitten der in Yokohama lebenden Ausländer darstellten.

## Leben und Werk
Über sein Leben ist so gut wie nichts bekannt. Geboren wurde er als Hashimoto Kenjirō (橋本 兼次郎) in der Provinz Shimousa (heute Präfekturen Chiba und Ibaraki). Für das Jahr 1875 ist belegt, dass er im Edoer Stadtviertel Fukagawa (heute Bezirk Kōtō in Tokio) gewohnt hat. In den frühen 1820er-Jahren begann er seine Ausbildung als Holzschnittkünstler im Studio von Utagawa Kunisada I. und gilt als einer der bedeutendsten Schüler Kunisadas.
1867 war er einer von elf Künstlern, deren Arbeiten auf der Pariser Weltausstellung die damalige zeitgenössische japanische Kunst repräsentierten. Im Jahr 1868 wurde er in Edo als der führende Holzschnittkünstler seiner Zeit geführt. Mit dem Beginn der Meiji-Zeit geriet er schnell in Vergessenheit.
Auf den von ihm entworfenen Drucken signierte er mit den Beinamen Gyokuransai (玉蘭斎), Gountei (五雲亭) oder Gyokuō (玉翁) vor seinem Künstlernamen Sadahide, gelegentlich noch ergänzt um den ursprünglichen Familiennamen Hashimoto.

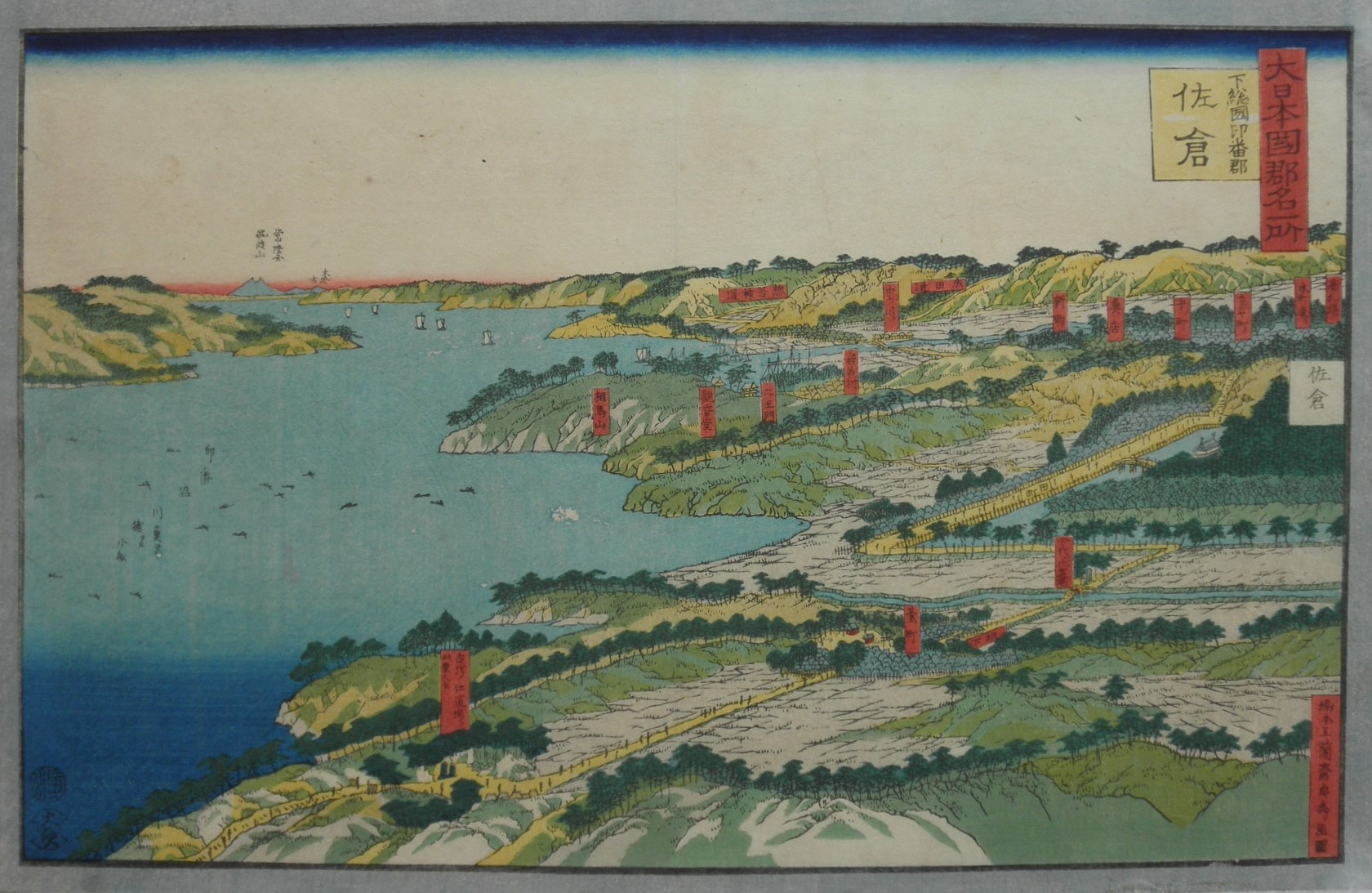
Sakura in der Provinz Shimousa, am Horizont die Doppelspitze des Bergs Tsukuba

Sadahides erste bekannte Arbeit waren die Illustrationen zum ersten Band von Jippensha Ikkus Misaogata tsuge no ogushi, der 1824 erschien. Der erste von ihm gezeichnete Schauspielerdruck erschien 1827. In den folgenden Jahren verlegte er sich verstärkt auf den Entwurf von Drucken, die schöne Frauen (bijin-e) darstellten. In den 1830er- und 1840er-Jahren entwarf er zahlreiche Kriegerdrucke (musha-e) und Landschaftsansichten. In den 1860er-Jahren war er vor allem als Zeichner der Yokohama-e, Drucke mit Darstellungen von Ausländern und deren Lebensgewohnheiten in der ihnen zugewiesenen Niederlassung in Yokohama, von seinen Zeitgenossen geschätzt. Besondere Anerkennung brachten ihm vor allem seine Panoramadarstellungen japanischer Städte und Landschaften ein. Aus der Vogelperspektive werden auf diesen bis zu sechs Ōban-Blätter (ca. 1,5 m) breiten Panoramadrucken zahlreiche Details von Städten wie Edo, Yokohama, Kyōto, Ōsaka und Nagasaki abgebildet. Oder sie enthalten Ansichten von berühmten Pilgerstätten und Tempelanlagen mit genauen Angaben der sich in deren Umgebung befindlichen Sehenswürdigkeiten.
Darüber hinaus war er im Laufe seines künstlerischen Schaffens an der Illustration von mehr als 230 Büchern, zumeist zeitgenössischen Romanen und Erzählungen, beteiligt.